# DRX (e스포츠)
DRX는 대한민국의 리그 오브 레전드, 발로란트, 워크래프트 III, 철권 3 프로게임단으로 이전에는 스타크래프트 II와 왕자영요, 클래시 로얄팀도 운영하였다.

## 내력
2010년 10월 1일 아마추어 스타크래프트 게임단을 운영했던 강동훈 감독이 전 스타크래프트 프로게이머 정종현, 최인규, 안상원, 임재덕을 주축으로 스타크래프트 II 프로게임단 인크레더블 미라클을 창단하였다.
이후 2012년 4월 26일 LG전자와 공식 후원 계약을 하며 LG-IM으로 활동했고 2012년 5월 7일 리그 오브 레전드팀을 창단하였으며 그 뒤 LoL팀에 이어 월드 오브 워크래프트팀을 추가 창단했다.
그러나 2013년 8월경 2012년 10월부터 LG전자로부터 계약은 연장되었으나 후원금이 오지 않은 채로 LG-IM의 이름만을 계속 사용한 것이 드러나 논란이 되었고 결국 LG전자와의 스폰서 계약이 종료되면서 팀 이름도 인크레더블 미라클로 다시 돌아왔으며 2013년 11월 16일부로 MVP, 프라임 옵티머스, 나진 e-mFire와 함께 한국e스포츠협회에 가입하였다.
2014년 4월 임재덕이 IM과 결별하였고 이후 7월 조성호, 정종현, 박현우, 최용화가 IM과 결별하였으며 홍덕은 대만 프로게임단인 화이 스파이더로 이적했다. 그 뒤 7월 31일 한지원이 OGN 엔투스로 이적했으며 이인수는 자신의 페이스북을 통해 은퇴를 선언함으로써 모든 스타크래프트 II 프로게이머들이 IM을 탈퇴하면서 결국 IM의 스타크래프트 II 팀의 역사는 4년만에 막을 내렸다.
2015년 4월 13일 중국의 스트리밍 회사인 Longzhu TV가 IM을 공식 후원하며 LongZhu-IM으로 팀명을 변경했다가 2016년 1월 4일 Longzhu로 팀명을 변경했다. 이후 2018년 1월 팀명을 킹존 드래곤X로 변경했고 그로부터 1년 후인 2019년 10월 10일 FEG 코리아에서 DRX 주식회사로 이전하면서 팀 명칭도 드래곤X로 변경됐으며 LCK 서머 2020 시즌부터 팀명을 DRX로 변경하여 현재에 이르고 있다.

## 소속 선수

### DRX (리그 오브 레전드)

#### 1군
- 감독 : 김상수
- 코치 : 김준서
- 분석관 : 이종원

| 이름     | 소환사명 | 포지션 | 비고  |
| -------- | -------- | ------ | ----- |
| 이재원   | Rich     | 탑     |       |
| 배영준   | Sponge   | 정글   |       |
| 손우현   | Ucal     | 미드   |       |
| 쩐바오민 | LazyFeel | AD캐리 | [ 4 ] |
| 문관빈   | Andil    | 서포터 |       |

#### 2군
- 감독 : 김태일
- 코치 :

| 이름   | 소환사명 | 포지션 | 비고 |
| ------ | -------- | ------ | ---- |
| 이민회 | Frog     | 탑     |      |
| 이주한 | Juhan    | 정글   |      |
| 윤상호 | Catch    | 정글   | 예비 |
| 강예후 | kyeahoo  | 미드   |      |
| 박진성 | Teddy    | AD캐리 |      |
| 손민우 | Pleata   | 서포터 |      |

## 역대 성적

### 스타크래프트 II
개인 (우승 14회·준우승 7회)
- 2010년
  - TG삼보-Intel 스타크래프트 II OPEN Season 1 64강 (박경락, 임재덕, 황강호)
  - Sony Ericsson 스타크래프트 II OPEN Season 2 우승(임재덕)
  - Sony Ericsson 스타크래프트 II OPEN Season 3 8강 (임재덕)
  - Absolute, Gainward 스타크래프트 ll Tournament 우승(정종현), 준우승 (임재덕)

- 2011년
  - Sony Ericsson GSL(Global Starcraft ll League) Jan. Code S 우승(정종현)
  - Intel 2nd Core GSL Mar. Code A 우승(황강호)
  - LG시네마3D 월드챔피언십 우승(정종현)
  - LG시네마3D GSL May. Code A 준우승 (정종현)
  - LG시네마3D GSL May. Code S 우승(임재덕)
  - LG시네마3D 슈퍼토너먼트 16강 (임재덕)
  - MLG Columbus 준우승 (황강호)
  - 펩시 GSL July. Code S 우승(임재덕), 준우승 (황강호)
  - MLG Anaheim 우승(정종현)
  - 펩시 GSL Aug. Code S 우승(정종현)
  - Sony Ericsson GSL Oct. Code S 준우승 (정종현)
  - Blizzcon 2011 우승(정종현), 준우승 (임재덕)
  - Sony Ericsson GSL Nov. Code S 4강 (정종현)
  - WCG 2011 스타크래프트 II 부문 금메달(정종현)
  - 2011 Blizzard Cup 4강 (정종현)

- 2012년
  - HOT6IX GSL Season 1 Code S 16강 (임재덕, 정종현)
  - HOT6IX GSL Season 2 Code S 우승(정종현)
  - Monsieur J GSL Season 3 Code S 우승(안상원)
  - Homestory Cup V 준우승 (최용화)
  - IEM Season 7 Gamescom 2012 Cologne 우승(정종현)
  - MLG Summer Arena 3위 (강현우)
  - MLG Summer Championship 준우승 (강현우)
  - WCG 2012 한국 대표 선발전 우승(최용화)
  - HOT6IX GSL Season 4 Code S 준우승 (정종현)

단체 (우승 5회·준우승 2회)
- 글로벌 스타크래프트 II 팀 리그 February 우승
- 글로벌 스타크래프트 II 팀 리그 March 준우승
- IPL Team Arena Challenge Season 1 우승
- IPL Team Arena Challenge Season 3 우승
- IPTL Season 1 준우승
- 2013 HOT6IX GSTL Pre Season 우승(vs TEAM AZUBU 4:2)
- 2013 IPTL Season 1 준우승
- 2013 벤큐 글로벌 스타크래프트 II 팀 리그 시즌 1 우승(vs MVP 5:3)
- 2014 SK텔레콤 스타크래프트 II 프로리그 1라운드 5위
- 2014 SK텔레콤 스타크래프트 II 프로리그 2라운드 7위
- 2014 SK텔레콤 스타크래프트 II 프로리그 3라운드 7위
- 2014 SK텔레콤 스타크래프트 II 프로리그 4라운드 6위

### 리그 오브 레전드
대회 우승 1회

#### 1팀 (인크레더블 미라클 #1)
- 2012년
  - 아주부 리그 오브 레전드 더 챔피언스 서머 2012 16강
  - 리그 오브 레전드 월드 챔피언십 시즌 2 한국대표선발전 5위
  - WEM 2012 리그 오브 레전드 4위
  - IPL 5 LOL 한국대표 선발전 8강
  - 올림푸스 리그 오브 레전드 챔피언스 윈터 2012-2013 8강
  - 용쟁호투 4위
  - 컨디션 헛개수 나이스게임TV 리그 오브 레전드 배틀 윈터 2012-2013 다이아리그 8강
  - IEM 시즌 7 카토비체 한국대표선발전 4강
- 2013년
  - IEM 시즌 7 상파울루 우승
  - 리그 오브 레전드 클럽 마스터즈 4강
  - IEM 시즌 7 월드 챔피언십 8강
  - 2013년 실내 무도 아시안 게임 국가대표 선발전 16강
  - 올림푸스 리그 오브 레전드 챔피언스 스프링 2013 12강
  - 이엠텍 나이스게임TV 리그 오브 레전드 배틀 스프링 2013 8강
  - 핫식스 리그 오브 레전드 챔피언스 서머 2013 16강

#### 2팀 (인크레더블 미라클 #2)
| 날짜             | 순위   | 대회                                                      | 결과  | 결과                   | 상금       |
| ---------------- | ------ | --------------------------------------------------------- | ----- | ---------------------- | ---------- |
| 2013년 4월 21일  | 5-8위  | 제4회 인천 실내&무도 아시아경기대회 국가대표 선발전       | 0 : 2 | KT 롤스터 B            |            |
| 2013년 5월 21일  | 5-8위  | 이엠텍 나이스게임TV 리그 오브 레전드 배틀 스프링 2013     | 2 : 3 | SK텔레콤 T1            | ₩500,000   |
| 2013년 6월 28일  | 5-8위  | LOL AMD 챔피언십 프로팀 최강전                            | 0 : 2 | MVP 오존               |            |
| 2013년 7월 27일  | 9-16위 | 핫식스 리그 오브 레전드 챔피언스 서머 2013                | 0-1-2 | 조별리그 (승/패)       | ₩6,000,000 |
| 2013년 8월 24일  | 2위    | 기가바이트 나이스게임TV 리그 오브 레전드 배틀 서머 2013   | 1 : 3 | 나진 블랙 소드         | ₩2,000,000 |
| 2013년 12월 13일 | 9-16위 | 판도라TV 리그 오브 레전드 챔피언스 윈터 2013-2014         | 0-2-1 | 조별리그 (승/패)       | ₩6,000,000 |
| 2013년 12월 26일 | 9-12위 | ZOTAC 나이스게임TV 리그 오브 레전드 배틀 윈터 2013-2014   | 1 : 2 | 진에어 그린윙스 팰컨스 | ₩500,000   |
| 2014년 4월 5일   | 9-16위 | 핫식스 리그 오브 레전드 챔피언스 스프링 2014              | 1-0-2 | 조별리그 (승/패)       | ₩6,000,000 |
| 2014년 4월 14일  | 9-12위 | 빅파일 나이스게임TV 리그 오브 레전드 배틀 스프링 2014     | 0 : 2 | 프라임 옵티머스        | ₩500,000   |
| 2014년 7월 11일  | 9-16위 | 핫식스 리그 오브 레전드 챔피언스 서머 2014                | 1-1-1 | 조별리그 (승/패)       | ₩6,000,000 |
| 2014년 7월 31일  | 5-8위  | 아이티엔조이 나이스게임TV 리그 오브 레전드 배틀 서머 2014 | 0 : 2 | 나진 화이트 실드       | ₩750,000   |

#### 단일팀
주요 대회 우승 3회·준우승 5회
- 2015년
  - 리그 오브 레전드 챔피언스 코리아 2015 프리시즌 8위
  - 스베누 리그 오브 레전드 챔피언스 코리아 스프링 2015 7위
  - 네네치킨 리그 오브 레전드 챌린저스 코리아 서머 2015 리그 2 준우승
  - 네이버 2015 LoL KeSPA컵 12강

- 2016년
  - 롯데 꼬깔콘 리그 오브 레전드 챔피언스 코리아 스프링 2016 7위
  - 코카콜라 제로 리그 오브 레전드 챔피언스 코리아 서머 2016 8위
  - 2016 LoL KeSPA컵 12강

- 2017년
  - 리그 오브 레전드 챔피언스 코리아 스프링 2017 7위
  - 리그 오브 레전드 챔피언스 코리아 서머 2017 우승
  - 리그 오브 레전드 월드 챔피언십 2017 8강
  - 2017 LoL KeSPA컵 준우승

- 2018년
  - 리그 오브 레전드 챔피언스 코리아 스프링 2018 우승
  - 미드 시즌 인비테이셔널 2018 준우승
  - 리프트 라이벌즈 2018 준우승
  - 리그 오브 레전드 챔피언스 코리아 서머 2018 4위
  - 2018 LoL KeSPA컵 8강

- 2019년
  - 스무살우리 리그 오브 레전드 챔피언스 코리아 스프링 2019 3위
  - 리프트 라이벌즈 2019 - 레드 리프트 우승
  - 우리은행 리그 오브 레전드 챔피언스 코리아 서머 2019 7위
  - 2019 LoL KeSPA컵 4강

- 2020년
  - 2020 리그 오브 레전드 챔피언스 코리아 스프링 3위
  - 2020 미드 시즌 컵 조별리그
  - 2020 리그 오브 레전드 챔피언스 코리아 서머 준우승
  - 리그 오브 레전드 월드 챔피언십 2020 8강
  - 2020 LoL KeSPA컵 조별리그

#### 1군 (DRX)
- 2021 리그 오브 레전드 챔피언스 코리아 스프링 5위
- 2021 리그 오브 레전드 챔피언스 코리아 서머 10위
- 2022 리그 오브 레전드 챔피언스 코리아 스프링 5위
- 2022 리그 오브 레전드 챔피언스 코리아 서머 6위
- 리그 오브 레전드 월드 챔피언십 2022 우승

#### 2군 (DRX 챌린저스)
- 2021 LCK 챌린저스 리그 스프링 4위
- 2021 LCK 챌린저스 리그 서머 6위
- 2021 LoL KeSPA컵 8강
- 아시아 스타 챌린저스 인비테이셔널 2023 우승

### 월드 오브 워크래프트
- 2010년
  - MLG Raleigh 8강
  - MLG Washington DC 5위

- 2011년
  - WCG 한국 대표 선발전 우승
  - 한국 배틀넷 인비테이셔널 우승
  - Blizzcon 2011 6위
  - WCG 2011 월드 오브 워크래프트 부문 은메달

- 2012년
  - Arena Korea Invitational 우승
  - World Championship Series 3위

- 2013년
  - 인벤 네임드 통합 챔피언십 한국대표선발전 우승
  - Blizzcon 2013 3위

- 2014년
  - Arena World Championship 한국대표선발전 2위
  - Arena World Championship 아시아대표선발전 4위

- 2015년
  - Arena World Championship 한국대표선발전 2위
  - Arena World Championship 아시아대표선발전 2위

### 클래시 로얄
- 2018년
  - 클래시 로얄 리그 아시아 시즌 1 3위
  - 클래시 로얄 리그 아시아 시즌 2 우승
  - 클래시 로얄 리그 월드 파이널 4강

- 2019년
  - 2019 클래시 로얄 리그 아시아 시즌 2 플레이오프

## 역대 팀 명칭
- IM (2010.10.01 ~ 2012.04.25)
- LG-IM (2012.04.26 ~ 2013.08.08)
- IM (2013.08.08 ~ 2015.04.12)
- LongZhu-IM (2015.04.13 ~ 2016.01.03)
- LongZhu Gaming (2016.01.04 ~ 2018.01.07)
- King-Zone DragonX (2018.01.08 ~ 2019.10.10)
- DragonX (2019.10.10 ~ 2020년 5월)
- DRX (2020년 5월 ~ )